# Lorenzo Piccolomini
Lorenzo Piccolomini (tschechisch Vavřinec, kniže Piccolomini; * 24. November 1656; † 22. September 1714 in Ratibořice, Ostböhmen) war Herzog von Amalfi, Reichsfürst und Grundherr der ostböhmischen Herrschaft Nachod.

## Leben
Seine Eltern waren Francesco Piccolomini-Pieri di Amalfi und Emiliana Strozzi. Nach dem Tod des Herzogs Enea Silvio Piccolomini (Aeneáš Sylvius, kníže Piccolomini), der unverheiratet und ohne Nachkommen 1673 starb, erbte dessen Besitzungen sein jüngerer Bruder Lorenzo Piccolomini. Da er noch nicht volljährig war, stand er zunächst unter der Vormundschaft des italienischen Adligen Pietro Antonio Machio de Quadiani. Auch nachdem Lorenzo am 2. Mai 1679 mündig wurde, konnte er nicht als Regent antreten, da Maria Benigna Franziska von Sachsen-Lauenburg, Witwe des Generals Ottavio Piccolomini, nicht bereit war, auf die Regentschaft zu verzichten. Erst nach langen Auseinandersetzungen verließ sie Náchod im Jahre 1685.
Herzog Lorenzo hielt sich überwiegend auf seiner Herrschaft Nachod auf, wo er das Handwerk und die Zünfte förderte. 1689 bestätigte er der Stadt die meisten der bisherigen Privilegien. Allerdings entzog er ihr u. a. das Privileg des Bierbrauens und des Bierausschanks. Die im Dreißigjährigen Krieg zerstörte Rýzmburg ließ er umfassend erneuern. An der Stelle eines älteren Herrschaftshauses errichtete er 1708 das Schloss Ratibořice im Stil des italienischen Barocks.
Zu einem Unglück kam es, als Herzog Lorenzo am 4. Juli 1694 mit einem Pferdegespann zu einer Wallfahrt nach Boušín unterwegs war. Von Červená Hora kommend benutzte das Gespann die Brücke über die Aupa, die jedoch während der Überfahrt in der Mitte zerbrach. Der Herzog und seine Begleitung sowie das Pferdegespann fielen in den Fluss. Da niemand zu Schaden kam, hatte er aus Dankbarkeit in der Nähe eine Kapelle errichten lassen, die bis heute als Piccolomini-Kapelle (Piccolominská kaplička) bezeichnet wird. Sie wurde mit Gemälden ausgeschmückt, die diese Begebenheit darstellen.
Lorenzo Piccolomini, der Prior des St.-Stephans-Ordens in Pisa war, vermählte sich am 8. September 1688 in Prag mit Anna Viktoria Ludmila Kolowrat-Liebsteinsky (1667–1738). Der Ehe entstammten die Kinder:
1. Giovanni Venceslao Piccolomini d’Aragona (Jan Václav, kníže Piccolomini; 1693–1742)
2. Maria Emilia Piccolomini d’Aragona (1694–1771), erhielt nach dem Tod ihres Bruders Giovanni Venceslao 1742 Řešetova Lhota (Lhota bei Studnitz). Blieb ledig und starb in Prag.
3. Maria Margherita[3] Piccolomini d’Aragona (1696–1725), war mit einem Grafen von Frankenberg und Ludwigsdorf († vor 1742) verheiratet.
4. Antonio Piccolomini d’Aragona di Siena (1698–1708), starb im Kindesalter
5. Ottavio Enea Giuseppe Piccolomini di Amalfi (1698–1757)
6. Giovanni Norberto Venzeslao Piccolomini d’Aragona (1700–1746), Ritter des Malteserordens, kaiserlicher Kammerdiener und Beisitzer am böhmischen Appellationsgericht in Prag.
7. Ludmila Maximiliane Piccolomini d’Aragona (1703–1768), erbte nach dem Tod ihres Bruders Venceslao 1742 Studnice. Vermählte sich am 30. Juni 1732 mit dem Grafen Albrecht Maximilian Desfours (1708–1748). Deren Sohn war
  1. Joseph Adalbert von Desfours (Josef Vojtěch, hrabě Desfours, † 1791)